# Maniac Cop (personaggio)
Maniac Cop è un personaggio creato da Larry Cohen e William Lustig che appare nei film Poliziotto sadico, Maniac Cop - Il poliziotto maniaco, Maniac Cop 3 - Il distintivo del silenzio, diretti dallo stesso William Lustig.

## Biografia
Matt Cordell è un onesto poliziotto americano che viene accusato ingiustamente di delitto. Condotto in galera viene giustiziato da alcuni uomini senza scrupoli, ma risuscita sotto forma di "poliziotto vendicativo", pronto ad uccidere chiunque incroci il suo cammino. La centrale di polizia è in panico per questo e non riesce ad annientare il poliziotto assassino.